# Steen Eiler Rasmussen
Pour les articles homonymes, voir Rasmussen.
Steen Eiler Rasmussen (9 janvier 1898-19 juin 1990) est un architecte, urbaniste, professeur à l'Académie royale des beaux-arts du Danemark et auteur prolifique d'ouvrages et de poésie danois. À l'instar de ses compatriotes Hans Christian Andersen et Johannes V. Jensen, il voyagea beaucoup, et ses observations ont souvent été la base de ses écrits
Un de ses livres les plus importants a été Londres, livre dans lequel il décrit les mérites de cette ville dispersée, fruit d'une croissance naturelle, ville du libre commerce, idéale selon lui, parce que développée sans être enfermée par des remparts. L'ouvrage a d'abord été publié en danois, en 1934, en anglais (sous le titre London, the Unique City) en 1937. Lors de la ré-édition de cet ouvrage en 1948, Rasmussen avait ajouté deux postfaces : « Pour les lecteurs anglais seulement », et « Pour les lecteurs américains ». Une version abrégée a été publiée en livre de poche en 1960.
Dans ses écrits apparaît la recommandation, pour les zones urbaines, de ménager de longues zones vertes entre les réseaux ferrés.
Rasmussen a également écrit d'autres livres importants: Villes et Architectures (1951), et Découvrir l'architecture (1959).
Il a été dit[Qui ?] que tous les architectes et urbanistes anglais et américains ville connaissent leur « Rasmussen ». Edmund N. Bacon a été l'un de ses nombreux amis.
En 1942, Rasmussen et son collègue Kay Fisker ont formé Jørn Utzon, l'architecte de l'Opéra de Sydney. Il est le père de la linguiste danoise Una Canger.

## Concours
- 1919 : plan d'urbanisme pour Ringsted (1er)
- 1919 : plan d'urbanisme pour Hirtshals (1er)
- 1935 : réglementation des environs de l'église Saint-Bendt, Ringsted (2e avec C.Th. Sørensen)

## Ouvrages publiés
- 1934 : Londres
- 1951 : Villes et Architectures
- 1959 : Découvrir L'Architecture, (réédité aux éd. du Linteau, 2002)

## Récompenses et distinctions
- 1973 : Médaille Heinrich-Tessenow
- 1947 : Honorary Royal Designer for Industry

## Crédit d'auteurs
- (en) Cet article est partiellement ou en totalité issu de l’article de Wikipédia en anglais intitulé « Steen Eiler Rasmussen » (voir la liste des auteurs).